# باركور

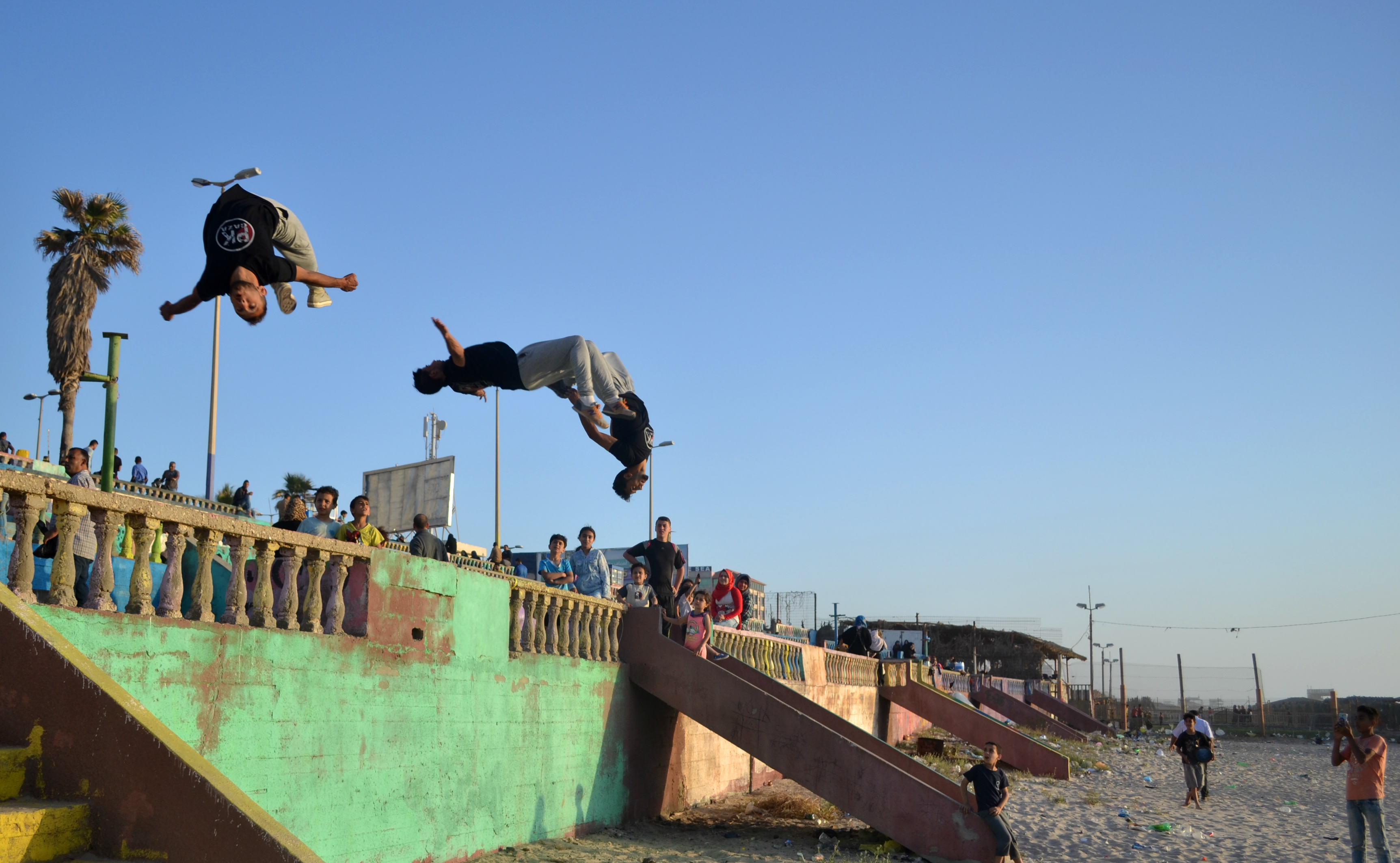
أعضاء من فريق بَركور غزة

الباركور أو البَركور بالعربية الوَثَابة[بحاجة لمصدر] (بالإنجليزية: Parkour) هي مجموعة حركات الوَثَب يكون الغرض منها الانتقال من النقطة أ إلى النقطة ب بأكبر قدر ممكن من السرعة والسلاسة، وذلك باستخدام القدرات البدنية، وقد وُجد البَركور الوَثَابة أساسا كطريقة جديدة ومختلفة لتخطي العقبات مثل الحواجز أو الموانع (obstacles). وهذه الموانع يمكن أن تكون أي شيء مما يحيط بك من فروع أشجار أو صخور أو قضبان حديدية أو حتى جدران. يعرف ممارسو البَركور الوَثَابة بـ (ترايسوورز traceurs) بالعربية الوثبان مؤدى رياضة الوثابة أو المتوثب فاعل الوثابة كذلك وَثَبانياً.

## نبذة عن البَركور

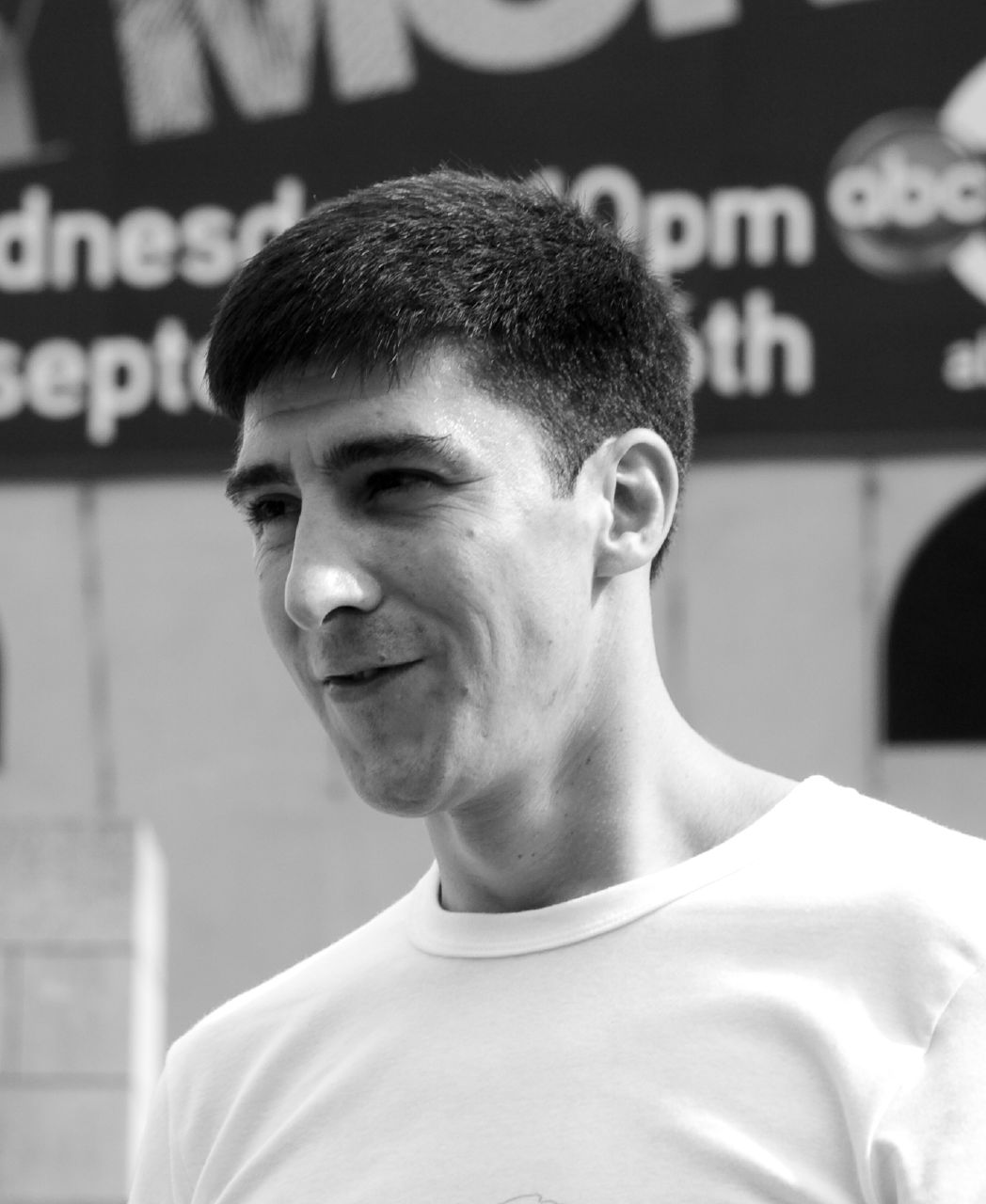
ديفيد بيل مبتكر لعبةالبَركور

يعد البَركور من الأنشطة البدنية التي يصعب تصنيفها، فلا يوضع في خانة الرياضات المتطرفة (extreme sport) ولكن يمكن الإشارة إليه على أنه فن كما هي الفنون القتالية. فبحسب (ديفيد بيل David Belle) واضع أسس هذا الفن، فإن روح البَركور تقودها فكرة «الهروب» حيث تتولد في هذه الحالة الحاجة إلى سرعة البديهة والمهارة للخروج من المواقف الحرجة.
إحدى سمات البَركور الرئيسية هي الكفاءة أو الفعالية (efficiency)، والمقصود بها هنا أن الترايسوور لا يتحرك بسرعة فحسب، بل وأيضا يتحرك بالشكل الذي يستهلك أقل قدر ممكن من طاقته، ويوصله إلى هدفه بشكل مباشر. وتقاس أيضا كفاءة الترايسوور بقدرته على تفادي الإصابات (injuries)سواء الطفيفة منها أو البالغة.

## المصطلح
اشتق (ديفيد بيل) هذا اللفظ (بَركور) من parcours du combattant وهو تدريب عسكري تقليدي في الجيش الفرنسي. اقترح (هيوبرت كونديه Hubert Koundé) - وهو صديق لـ (ديفيد بيل)- استبدال الحرف c بالحرف K في اللفظ parcours وذلك لإضافة نوع من الجزالة، وأيضا إزالة الحرف s غير المنطوق.

## البَركور في التاريخ

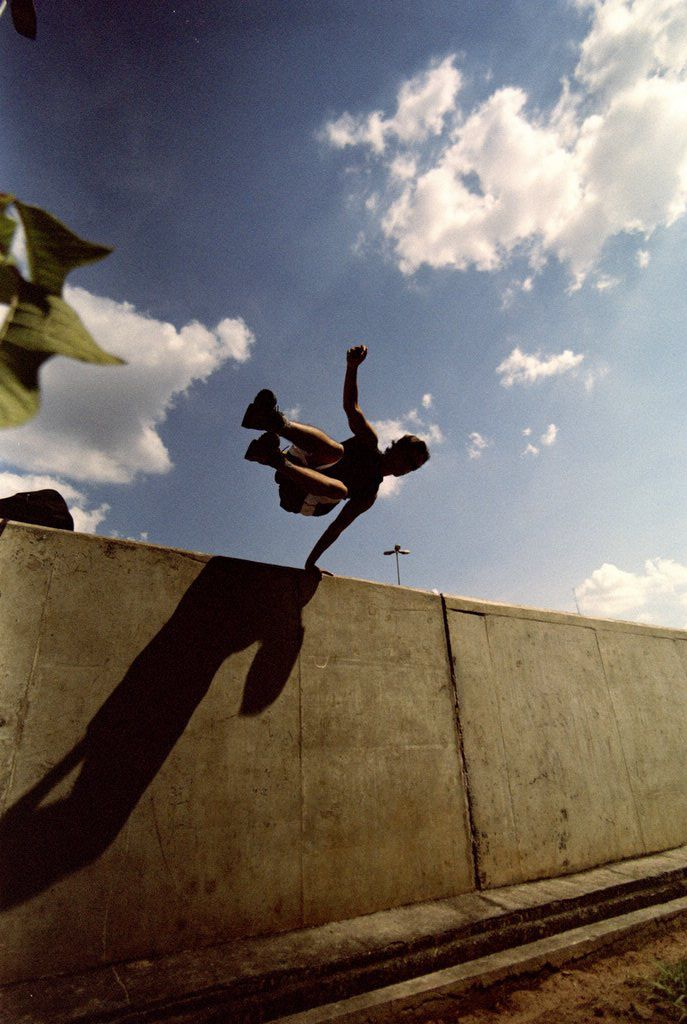
قفزة

قدم (رايموند بيل raymond belle) -و هو جندي في الجيش الفرنسي- ابنه (ديفيد بيل) للتدريب العسكري parcours du combattant. كما أن (ديفيد بيل) مارس نشاطات بدنية أخرى مشابه مثل الجمباز وبعض الفنون القتالية. حاول (ديفيد) أن يضع ما تعلمه من مهارات في قالب يمكن من خلاله أن يستفيد من تلك المهارات في حياته العملية.
و مع مرور الوقت ومشاركة (ديفيد بيل) ما تعلمه مع الآخرين تطورت مهارات ممارسي البَركور ومعها تطورت قدراتهم.

## فلسفة البَركور
تعد فلسفة البَركور - التي يجهلها الكثير - جزءا لا يتجزأ من هذا الفن. ذلك أن إتقان مهارات البَركور وحركاته تفضي في النهاية إلى القدرة على التغلب على المخاوف والآلام ومن ثم نقل ذلك إلى الواقع وتطبيقه في أوجه الحياة المختلفة. كما أن الترايسوور عليه أن يتعلم كيف يتحكم بعقله بالطريقة التي تمكنه من التمكن من فن البَركور.
يقول (أنديرياس كالتيز Andreas Kalteis) - وهو ترايسوور نمساوي - : "إن فهم فلسفة البَركور تتطلب وقتا ليس بالقصير. لأنه عليك التعود عليه أولا، ففي الوقت الذي تحاوله فيه اتقان الحركات فحسب لن تستطيع الوصول إلى جوهر تلك الفلسفة، ولكن ما إن تبدأ بالتحرك بإسلوبك الخاص، سترى كيف أن البَركور بدأ يغير نظرتك إلى الأشياء من حولك وطريقة تعاملك مع المشاكل أيضا -كالتي تواجهها في عملك مثلا-. وذلك لأنك تدربت -أثناء تدربك على حركات البَركور- على تخطي العقبات. ولكن هذا الفهم يختلف وقت وصوله باختلاف الممارس للبَركور. فالبعض يصل إليه مبكرا والبعض الآخر يتأخر في ذلك. لذلك لا تستطيع القول بأنك تحتاج شهرين -مثلا- لكي تفهم ما هو البَركور. وبالتالي أنا لا أقول بأنني أمارس البَركور ولكن أقول أنا أعيش البَركور لأن فلسفته أصبحت حياتي وطريقتي في إنجاز كل ما أريد القيام به.
بالإضافة إلى ذلك تعد حرية ممارسة البَركور من قبل أي شخص وفي مكان وزمان تعد إحدى سمات فلسفته. ولذلك أصبح له قوة ثقافية كبيرة في أوروبا. في الوقت الذي ما زال ينتشر فيه إلى دول العالم الأخرى.

## الحركات

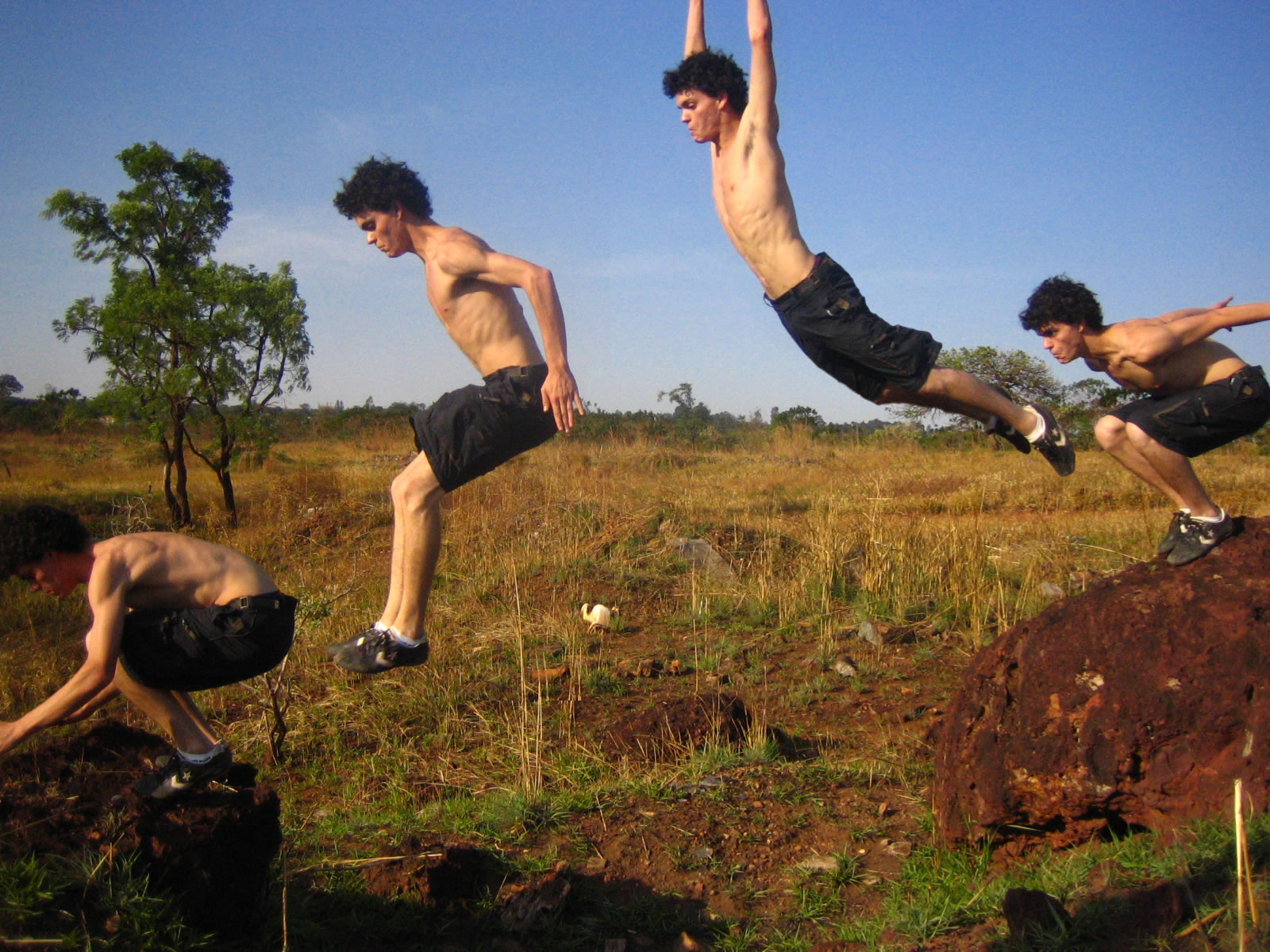
قفزة دقيقة (لاحظ التركيز البالغ الذي يظهر على وجه الوثاب أثناء أدائه لهذه الحركة)

البَركور ليس قائمة من الحركات التي من المفترض بالترايسوور تعلمها. ذلك أن كل عقبة يواجهها الترايسوور تقدم له تحديا مختلفاً في كيفية تخطيها بسرعة وفعالية وذلك على حسب بنية جسم الترايسوور، وسرعة وزواية اقترابه من الحاجز، قوام ذلك الحاجز وغيرها من
العوامل التي يحدد على أساسها الطريقة التي سوف يتخطى بها الترايسوور ذلك الحاجز.
و مع ذلك يمكن أن نحصر الحركات الأساسية بالشكل التالي:
- الهبوط  (Landing): ويتم بثني الركبتين عند ملامسة أطراف أصابع القدمين للأرض (يكون الهبوط دائماً على أصابع القدمين وليس على كامل باطن القدمين).
- الدحرجة (rolling): حركة لامتصاص الصدمة بعد الهبوط على أصابع القدمين وذلك بالتدحرج على لوح الكتف وجزء من الظهر.
- القفزة الدقيقة (precision jump): القفز من إلى نقطة معينة (في الغالب تكون المساحة التي يمكن الهبوط عليها محدودة.
- التوازن (Balance): المشي على قمة الحاجز باتزان.
- توازن القط (Cat Balance): المشي باتزان على حاجز باستخدام الأطراف الأربعة.
- القفزة السريعة (speed vault): القفز فوق الحاجز ومن ثم الاستناد على إحدى اليدين (بوضعها على الحاجز)في منتصف الطريق وقبل الانتهاء من القفزة وذلك لاكتساب التوازن والثبات.
- قفزة القرد (monkey vault): وضع اليدين على الحاجز ومن ثم القفز مع ضم الجسم وأخيرا تمرير الرجلين والجذع بين اليدين المثبتتين على الحاجز حتى مرور الجسم.
- قفزة كينج كونج (kong vault): شبيهة بالـ (قفزة القرد) إلا أن القفز يكون قبل تثبيت اليدين على الحاجز.
- مخلب القط / قفزة القط (cat leap): القفز باتجاه حاجز رأسي - جدار مثلا - مع التمسك بقمة الحاجز بكلتا اليدين ووضع أمشاط القدمين علي الحاجز في وضع القرفصاء
- القفزة العكسية (reverse vault): استقبال الحاجز بإحدى اليدين أثناء الجري والالتفاف بالجسم تجاه الذراع الآخر مع ضم الرجلين إلي الصدر ليكون عبور الحاجز بالظهر مرتكزا علي إحدي اليدين على الحاجز
- قفزة الـ 360  (360 vault): وتستخدم مع الحواجز العريضة أكثر من الحواجز الصغيرة وتكون بوضع إحدي اليدين علي مسافة قريبة من الجسم ووضع الأخرى علي مسافة أبعد قليلا ثم القفز من فوق الحاجز مع دوران الجسم 360 درجة حول محوره والهبوط على الجانب المقابل من الحاجز
- الجري علي الحائط (wallrun): يستخدم لتسلق حاجز رأسي عالي ويكون بالجري تجاه الحاجز والقفز قبله بمسافة كافيه لوضع مشط القدم الأمامية في مستوي الخصر تقريبا مع القفز لأعلى، ومن هنا يمكن القيام بخطوة أخرى على الحاجز بواسطة القدم الأخرى أو الاكتفاء بخطوة واحدة علي حسب طول الحاجز

## أفلام
- جيزمو من إخراج هوارد سميث حيث تناول بعض الأمثلة من البَركور والتسلق في المناطق الحضرية